# Monteiro Lobato (gemeente)
Monteiro Lobato is een gemeente in de Braziliaanse deelstaat São Paulo. De gemeente telt 4.295 inwoners (schatting 2009).

## Aangrenzende gemeenten
De gemeente grenst aan Caçapava, Santo Antônio do Pinhal, São José dos Campos, Taubaté en Tremembé en Sapucaí-Mirim (MG).